# Associação Internacional de Trabalhadores
A Associação Internacional de Trabalhadores (Inglês: International Workers Association, espanhol: Asociación Internacional de los Trabajadores), por vezes referida como IWA-AIT, é uma federação internacional de sindicatos anarcossindicalistas que reivindica o legado das seções antiautoritárias da Primeira Internacional, fundada em Berlim.
Baseada nos princípios do sindicalismo revolucionário, a IWA-AIT pretende "dar às organizações econômicas sindicais uma base nacional e industrial" para que possam lutar pelos interesses políticos e econômicos da classe trabalhadora, e onde isto já se verifique, "fortalecer as que estejam decididas a lutar pela destruição do capitalismo e do Estado".
Em seu auge, a organização chegou a representar milhões de pessoas mundialmente. Seus sindicatos membros tiveram um papel central em importantes conflitos sociais das décadas de 1920 e 1930. Entretanto, a organização formou-se quando diversos países entravam em períodos de extrema repressão, e vários dos maiores sindicatos que integravam a IWA-AIT foram desarticulados durante esse período.
Como resultado, ao fim da Segunda Guerra Mundial, a IWA-AIT entra em crise e apenas uma de suas seções funcionava como organização sindical. Tal crise se seguiu durante as décadas de 1940 e 1950. As fileiras da IWA-AIT tomaram força novamente apenas na década de 1970, após a morte do ditador espanhol Francisco Franco, com a saída da Confederación Nacional del Trabajo (CNT) da clandestinidade e com a retomada de suas atividades.
Após a década de 1970, a IWA-AIT expandiu-se, e atualmente conta com 10 secções membras e seis federações amigas. A Solfed é neste momento o maior sindicato da IWA-AIT.

## Na atualidade

### Secções
| Nome                                                           | País        |
| -------------------------------------------------------------- | ----------- |
| Associação Internacional dos Trabalhadores - Secção Portuguesa | Portugal    |
| Federação Anarco-Sindicalista                                  | Austrália   |
| Iniciativa Anarco-Sindicalista                                 | Sérvia      |
| Confederação Nacional do Trabalho                              | Espanha     |
| Confederação Operária Brasileira                               | Brasil      |
| Federação Sindicalista Norueguesa                              | Noruega     |
| Ação Direta                                                    | Eslováquia  |
| KRAS                                                           | Rússia      |
| ZSP                                                            | Polónia     |
| Federação Solidariedade                                        | Reino Unido |

### Amigos da AIT
| Nome                            | País                      |
| ------------------------------- | ------------------------- |
| Orestad LS                      | Suécia                    |
| Germinal                        | Chile                     |
| Workers Solidarity Alliance     | Estados Unidos da América |
| União Libertária Estudantil     | Colômbia                  |
| Wiener Arbeiter*Iennen Syndikat | Áustria                   |
| Arsindikat                      | Bulgária                  |